# Abbeizmittel

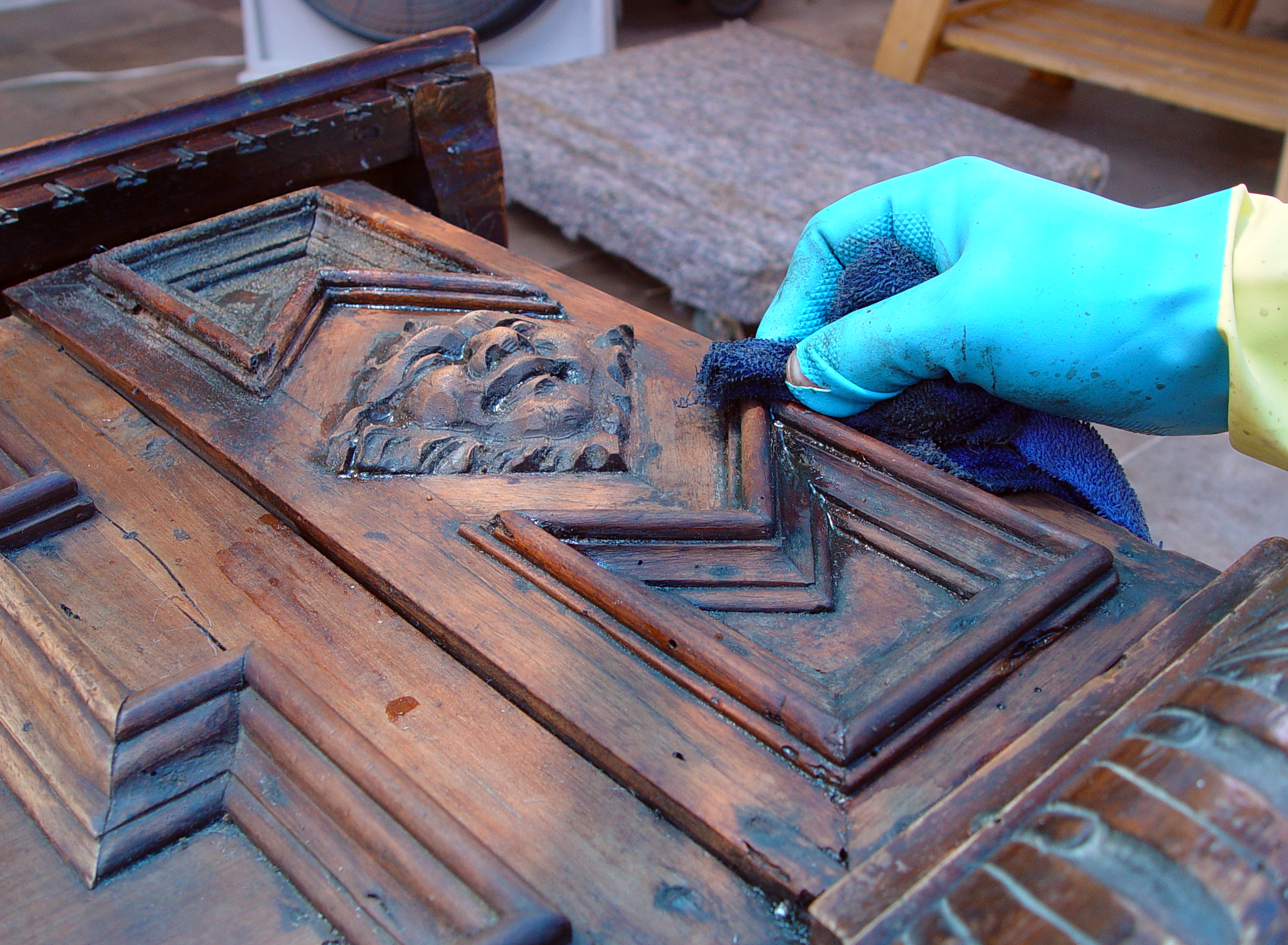
Anwendung von Abbeizmittel auf einem alten Möbelstück

Abbeizmittel (auch Abbeizer) sind chemische Verbindungen, mit deren Hilfe alte Farbanstriche und Lacke (z. B. auf Holz) entfernt werden können. Der Prozess wird als „Abbeizen“ oder „Ablaugen“ bezeichnet (siehe auch Beizen).
Man unterscheidet allgemein zwischen ablaugenden und lösenden Abbeizmitteln.
Sie können in Gelform vorliegen, um ein leichteres Auftragen zu ermöglichen. Das Abbeizmittel muss eine gewisse Zeit einwirken (bei schnellen Abbeizmitteln etwa eine Stunde), bevor der gelöste Lack mit einem Spachtel und Wasser entfernt werden kann.

## Bestandteile
Die Anwendungsgebiete von Abbeizmitteln sind vielseitig. Daher werden die einzelnen Komponenten in den Abbeizmitteln variiert. Dabei wird nicht nur zwischen alkalischen und lösenden Abbeizmitteln unterschieden. Auch die Wahl verschiedener Verdickungs- und Netzmittel verändert die Konsistenz und Effektivität des Abbeizers. Verdickungsmittel sorgen dafür, dass das Abbeizmittel insgesamt fester wird. Dadurch kann es auf senkrechten Oberflächen angewendet werden, ohne dass das Produkt auf den Boden oder andere Oberflächen abläuft. Netzmittel werden zugesetzt, um die Oberflächenspannung des Lösungsmittels herabzusetzen. Dadurch gelangt das Abbeizmittel durch mehrere Farb- oder Lackschichten hindurch.

## Inhaltsstoffe

### Von alkalischen Abbeizmitteln
| alkalische Lösungen | Verdickungsmittel                                                                     | Netzmittel                                                                          |
| --- | ------------------------------------------------------------------------------------- | ----------------------------------------------------------------------------------- |
| - Natronlauge - Kalilauge - Ammoniakwasser - Calciumoxid - Natriumcarbonat - Kaliumcarbonat - Kaliumsilicat - Calciumcarbonat - Schmierstoffe | - Bimsstein - Kieselgur - Talkum - Kleister - Leim - Stärke - Sägemehl - Schmierseife | - Seife - Seifenwurzelextrakt - Fettalkoholsulfonate - Tenside - Alkylarylsulfonate |

Alkalische Stoffe werden ausschließlich den alkalischen Abbeizmitteln zugesetzt. Sie zersetzen die Öle und Lacke, sodass sie von den Oberflächen abzukratzen sind.

### Von lösenden Abbeizmitteln
| brennbar                                                                                   | schwer brennbar                                                          | Verdickungsmittel                                                   | Netzmittel                                                       |
| ------------------------------------------------------------------------------------------ | ------------------------------------------------------------------------ | ------------------------------------------------------------------- | ---------------------------------------------------------------- |
| - Benzol - Toluol - Aceton - Benzin - Ethylacetat - Amylacetat - Tetralin - Ethylenchlorid | - Tetrachlorkohlenstoff (veraltet) - Dichlormethan - ortho-Dichlorbenzol | - Wachse - Paraffin - Naphthalin - Methylcellulose - Ethylcellulose | - Ethylenglycolmonobutylester - Di-Isobutylnaphthalinsulfonsäure |

Die als schwer brennbar bezeichneten Stoffe werden zugesetzt, um die Brennbarkeit des Abbeizmittels insgesamt herabzusetzen, da einige Komponenten teils sehr niedrige Flammpunkte besitzen und dabei gut brennbar sind. Ältere lösende Abbeizmittel sind oft auf Basis des schwer gesundheitsgefährdenden organischen Lösungsmittels Dichlormethan (DCM). Dieser wird deshalb in der Gegenwart ersetzt.
Trotz dieser Klassifizierung existieren auch einige Produkte, die sowohl Inhaltsstoffe alkalischer und lösender Stoffe zugleich besitzen.

## Problematiken bei der Verwendung
Die Verwendung alkalischer Abbeizmittel wird von Experten kritisch gesehen. Die Oberfläche muss vollständig neutralisiert werden, da sonst in Gegenwart von Wasser (insbesondere bei der Anwendung im Außenbereich) die Wirkung der Abbeizmittel wieder einsetzt, wodurch der Neuanstrich beschädigt wird und erneuert werden muss. So wird beispielsweise die Anwendung auf Fenstern abgelehnt. Zudem können manche Hölzer, etwa Kirschbaum oder Eiche, durch die Lauge dauerhaft verfärbt werden.
Die Bestandteile der Abbeizmittel haben häufig für Mensch und Umwelt eine schädigende Wirkung, insbesondere enthaltene Chlorkohlenwasserstoffe. Sie sind fast alle krebserregend und besitzen einen starken Einfluss auf den Treibhauseffekt. Beispiele hierfür sind Dichlormethan oder Ethylenchlorid. So sollten Arbeiten mit Abbeizmitteln grundsätzlich an der frischen Luft, zumindest an gut durchlüfteten Räumen durchgeführt werden. Ein weiterer wichtiger Aspekt ist die Entsorgung von Abbeizmitteln. Diese sollten nie über den Hausmüll entsorgt werden, selbst, wenn sie als umweltschonend ausgezeichnet sind. Sie sollten immer über den Sondermüll entsorgt werden.